# Бутанська скаутська асоціація
Скаутський рух було створено в Бутані 1970 року. В липні 1999 на 35-й Всесвітній скаутській конференції в Дурбані, ПАР, Бутанська скаутська асоціація була прийнята до Світової організації скаутського руху. Станом на 2010 рік в організації було 16 738 членів.
На тлі Гімалаїв Бутан ідеально підходить для скаутизму. 1995 року під керівництвом бюро Азійсько-Тихоокеанського регіону були організовані навчальні курси з підготовки скаутських лідерів.
1998 року бутанські скаути брали участь у Всесвітньому зльоті в Чилі, в Таїланді та у Великій Британії.
З 21 до 26 лютого 2002 року було організовано перший в Бутані міжнародний скаутський табір, що прийняв зліт скаутів Азійсько-тихоокеанського регіону, в якому взяли участь 550 дівчат і хлопчиків з усіх країн Південної Азії.
З 31 січня 2006 до 6 лютого 2007 року в місті Дампху було проведено перший Національний зліт скаутів.
В листопаді 2008 року скаути під час підготовки до коронації допомагали прибирати вулиці.
Значок бутанської скаутської організації виконано в кольоровій гамі прапора Бутану, а герб загорнуто в хадак, традиційний ритуальний шарф. Скаутський девіз мовою дзонг-ке звучить як གྲ་འགྲིག་འབད་ གྲ་འགྲིག་འབད་ (Dra drig Bay).